# André Adolphe Eugène Disdéri
André Adolphe Eugène Disdéri, francoski fotograf, * 28. marec 1819, Pariz, Francija, † 4. oktober 1889, Pariz.
Disdéri se je ukvarjal tudi s slikarstvom in gledališčem. Leta 1847 se je seznanil z umetnostjo fotografije in leta 1854 v Parizu odprl svoj studio. V istem letu je patentiral hitro in ugodno varianto portretne fotografije (znano kot carte de visite ). Leta 1855 ustanovil Société du Palais de l'Industrie. V letih 1860-62 je za Galerie des contemporains ustvarjal portrete pomembnih ljudi tistega časa. V letu 1871 je veliko prispeval k dokumentaciji Pariške komune. 1877 je prodal premoženje in se odselil v Nico ter se leta 1889 vrnil v Pariz. Umrl je v revščini in slep istega leta v pariški Hôpital Sainte-Anne.

## Carte de visite
Gre za Disdérijev patent iz leta 1854. To je poseben patent v okviru mokre kolodijske plošče (medija, s katerim so v tistem času fotografirali) in je populariziral fotografijo. Format vizitke je 10 × 5 cm. Da naredimo fotografijo, potrebujemo kamero s štirimi objektivi, ki v eni legi posname štiri in v nadaljnji še štiri posnetke. Plošča se kopira na papir in nato razreže na posnetke. To pomeni prve množične produkcije fotografij. Ljudje so si jih med seboj izmenjevali in jih začeli zbirati v albumih. Disdéri je v tem načinu upodabljal predvsem znane osebnosti.

## Dela
Marta Muravieva v baletnem kostumu, 1864, hranijo v New Yorku
Posnetki delujejo kot kratek insert iz filma. V različnih fazah se odslika motiv in nato se izbere najbolj ustrezen primer. To je bolj kostumski kot karakterni (značajski) portret. Pomembno je ozadje, ki veliko primore v tem času k identifikaciji avtorja.
Mrtvi komunardi v krstah, Pariz, maj 1871, hrani Gernsheim Collection, The University of Texas at Austin'
Od tega trenutka imamo kontinuiran prikaz smrti. Tudi slovenska zgodovina je dokumentirana s takimi posnetki. Umetnost takšnega prizora ni bila sposobna odslikati oziroma ga sploh ni bila sposobna videti na tak način (deluje grdo).
To je obdobje, ko je prišel na plan marksizem, kar je pomenilo upore s strani ljudstva. Oblasti so se posluževale takih fotografij, da bi medijsko podprle kontrarevolucijo. Uspeh je bil s šokantnostjo zagotovljen.